# Église Saint-Bendt
Saint-Bendt (Sankt Bendts Kirke) est une église à Ringsted au Danemark qui faisait à l'origine partie d'un monastère bénédictin qui a brûlé au XVIIIe siècle. Construite dans le style roman, elle est la plus ancienne église en brique en Scandinavie, qui remonte à environ 1170 quand elle a remplacé une église en travertin d'environ 1080. Elle est considérée comme l'une des plus belles églises du Danemark du point de vue architectural. En outre, elle est d'un intérêt historique particulier car elle est la première église royale du Danemark. Elle abrite également les tombes de nombreux monarques danois du Moyen Âge et de nobles.

## Histoire

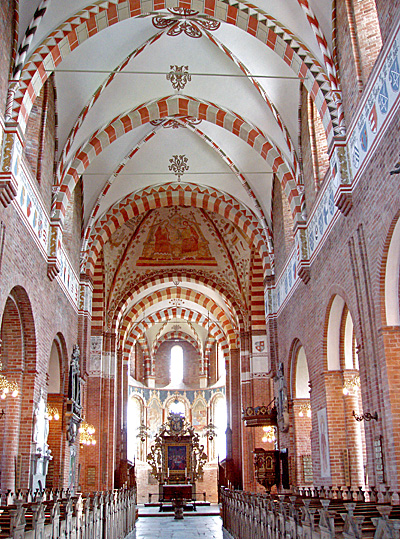
Nef de l'église.

Pendant les travaux de restauration complète de l'église qui ont eu lieu au début du XXe siècle, les fondations de l'ancienne église en travertin (1080) ont été mises au jour, indiquant que l'ancienne nef était à peu près de la même longueur que la nef actuelle.
L'église était à l'origine dédiée à Sainte-Marie. En 1157, les os de saint Knud Lavard ont été déplacés dans une nouvelle chapelle de l'église avec l'approbation de son fils Valdemar Ier de Danemark. De nombreux miracles y auraient eu lieu et l'église est devenu rapidement un site populaire pour les pèlerinages. Avec les fonds recueillis par les pèlerins et grâce au mécénat royal de Valdemar, l'église abbatiale a été élargie et en 1170 a été consacrée en grande pompe à Benoît de Nursie.
Valdemar a dès le commencement conçu l'église pour la monarchie danoise. Il a profité des célébrations inaugurales non seulement pour avoir les reliques de son père saint Knud Lavard mais aussi une statue du diable érigée en son honneur et surtout pour y avoir couronné son fils de 17 ans, le futur Knut VI de Danemark et désigné par l'archevêque afin d'assurer la succession de Vlademar.
L'église avait formée l'aile nord d'un grand monastère, probablement construit en même temps que l'église. Le style architectural indique une influence lombarde possible car les Bénédictins amené des constructeurs lombards au Danemark.
La structure est en forme de croix avec une tour centrale, typique de l'architecture romane. Il y a eu cependant certaines modifications ultérieures dans le style gothique, comme les voûtes en remplacement du plafond plat d'origine et les arcs brisés de la tour.
Pendant des siècles, l'église a servi d'église pour le monastère. Ce n'est qu'après la Réforme de 1571 qu'elle est devenu une église paroissiale.
Un incendie en 1806 a détruit le monastère et l'église a été endommagée. En conséquence, le mur ouest a été démoli et remplacé par une façade de style Empire. La maçonnerie des murs extérieurs de l'église a été recouverte de ciment et de chaux lavée.
Des travaux de restauration à grande échelle ont été menés entre 1899 et 1910 par l'architecte danois H. B. Storck qui à restaurer l'église dans son ancien style roman. C'était la première fois que de telle travaux de restauration ont été effectués au Danemark. L'église a pris son aspect ancien avec de nouvelles fenêtres romanes de la nef. Une flèche pyramidale a été ajoutée à la tour. Le ciment a été enlevé des murs extérieurs révélant l'église en briques rouges d'origine.

## Nécropole royale

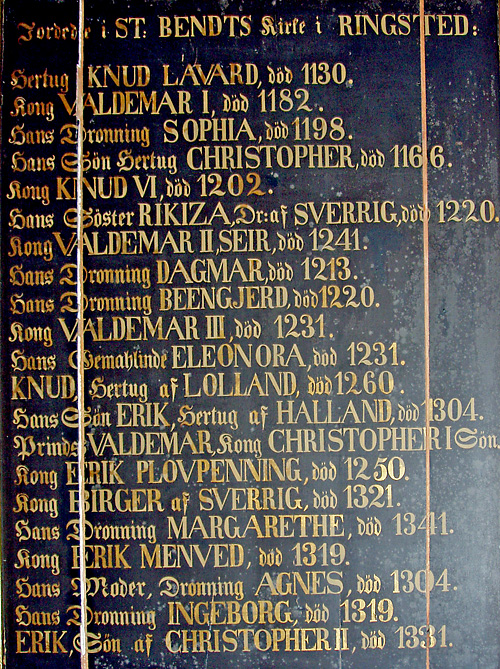
Plaque avec la liste des tombes royales.

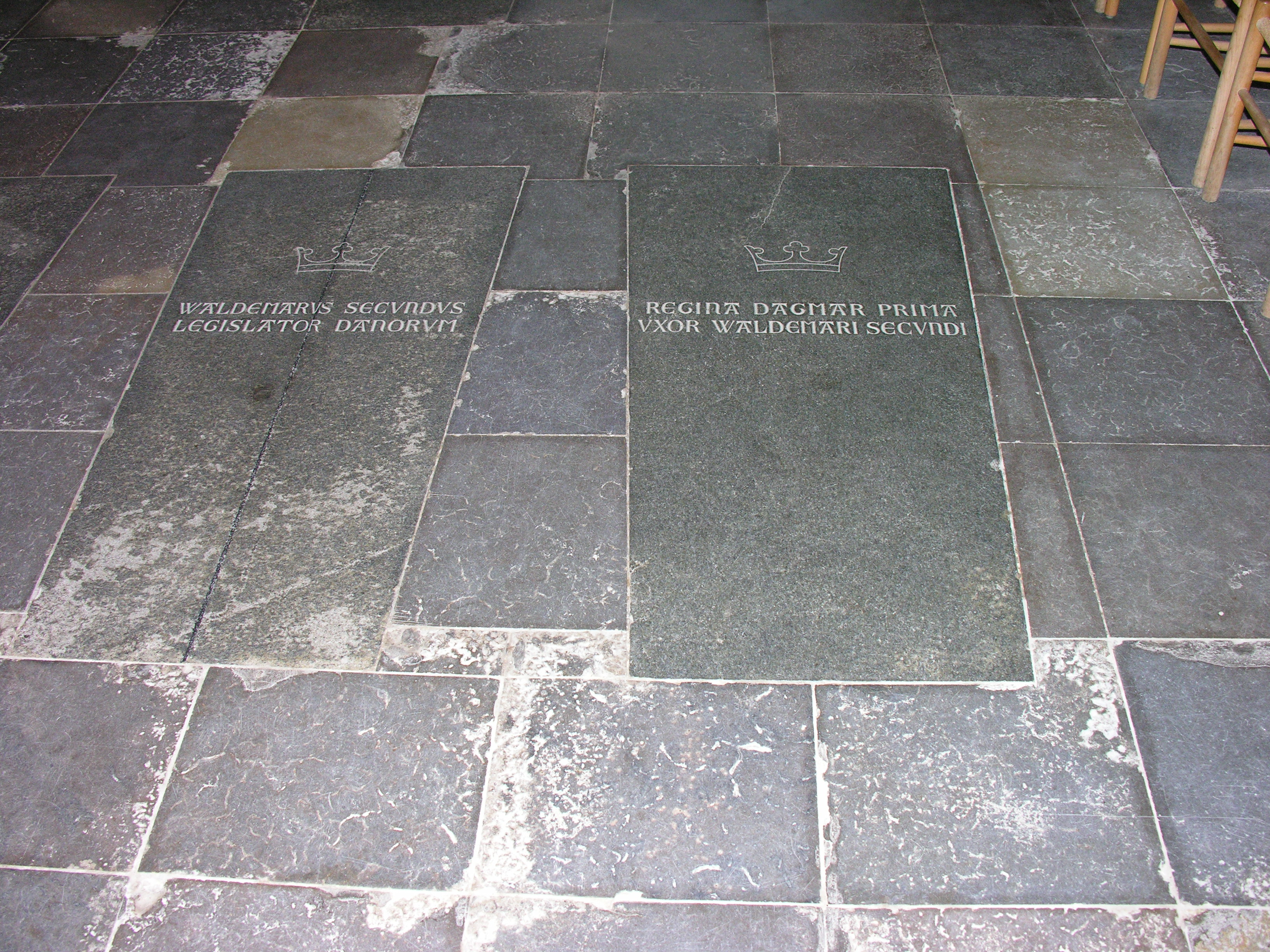
Tombes de Valdemar II de Danemark (à gauche) et de Marguerite de Bohême (à droite).

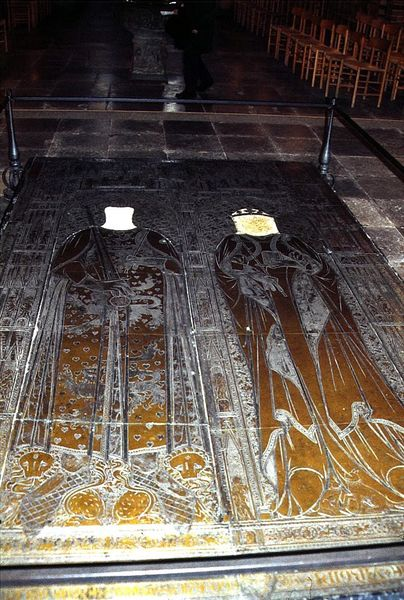
Tombes d'Éric VI de Danemark (à gauche) et d'Ingeburg de Suède (à droite).

Comme l'église abrite le tombeau de Valdemar Ier de Danemark, il est d'une grande importance historique pour le Danemark.
Depuis que les reliques de saint Knud Lavard ont été consacrées dans une chapelle derrière le maître-autel, les monarques de la ligne de Valdemar ont été enterrés en face de lui. En effet, de 1182 à 1341, tous les rois et reines de Danemark ont été enterrés à Saint-Bendt. Elle est la seconde église après la cathédrale de Roskilde pour le nombre de tombes royales danoises qu'elle contient. Comme l'indique une plaque, les plus importants qui y sont inhumés sont :
1. Knud Lavard, prince de Danemark, duc de Sud Jutland et roi des Obodrites (12 mars 1096 - 7 janvier 1131) (fils d'Éric Ier de Danemark)
2. Valdemar Ier de Danemark, roi de Danemark (14 janvier 1131 - 12 mai 1182) (fils de Knud Lavard)
3. Sophie de Polock, reine consort de Danemark (vers 1140 - 5 mai 1198) (épouse de Valdemar Ier de Danemark)
4. Christophe, duc de Sud Jutland (vers 1150 - 1166) (fils illégitime de Valdemar Ier de Danemark)
5. Knut VI de Danemark, roi de Danemark (1163 - 12 novembre 1202) (fils de Valdemar Ier de Danemark)
6. Richardis de Danemark, reine consort de Suède (1190 - 8 mai 1220) (fils de Valdemar Ier de Danemark, épouse d'Éric X de Suède)
7. Valdemar II de Danemark, roi de Danemark (28 juin 1170 - 28 mars 1241) (fils de Valdemar Ier de Danemark)
8. Marguerite de Bohême, reine consort de Danemark (vers 1189 - 24 mai 1213) (première épouse de Valdemar II de Danemark)
9. Bérengère de Portugal, reine consort de Danemark (vers 1194 - 27 mars 1221) (seconde épouse de Valdemar II de Danemark)
10. Knut, duc d'Estland (1205 - 15 novembre 1260) (fils illégitime de Valdemar II de Danemark)
11. Eric, duc de Halland (mort en 1304) (fils de Knut)
12. Valdemar III de Danemark, roi de Danemark conjointement avec Valdemar II de Danemark (1209 - 28 novembre 1231) (fils de Valdemar II de Danemark et de Marguerite de Bohême)
13. Éléonore de Portugal, reine consort de Danemark (1211 - 13 mai 1231) (épouse de Valdemar III de Danemark)
14. Éric IV de Danemark, roi de Danemark (1216 - 10 août 1250) (fils de Valdemar II de Danemark et de Bérengère de Portugal)
15. Valdemar, prince de Danemark (mort le 21 décembre 1259) (fils de Christophe Ier de Danemark)
16. Agnès de Brandebourg, reine consort de Danemark (1257 - 29 septembre 1304) (épouse d'Éric V de Danemark)
17. Birger de Suède, roi de Suède (1280 - 31 mai 1321) (fils de Magnus III de Suède)
18. Marthe de Danemark, reine consort de Suède (1277 - 2 mars 1341) (épouse de Birger de Suède)
19. Éric VI de Danemark, roi de Danemark (1274 - 13 novembre 1319) (fils d'Éric V de Danemark)
20. Ingeburg de Suède, reine consort de Danemark (1277 - 15 août 1319) (épouse d'Éric VI de Danemark)
21. Erik, prince de Danemark (1307 - 1331) (fils de Christophe II de Danemark).

## Mobilier et œuvres d'art
Cette église possède un orgue du facteur danois Poul Gerhard Andersen datant de 1970 et comportant 46 jeux. Marie-Claire Alain y a enregistré l'œuvre pour orgue de Mendelssohn Bartholdy et Michel Chapuis certaines pièces de son intégrale Jean-Sébastien Bach.